# Rick Springfield
Rick Springfield (rodným jménem Richard Lewis Springthorpe; * 23. srpna 1949) je australský rockový zpěvák, kytarista a herec. Od roku 1960 žil s rodiči v Londýně, ale roku 1962 se vrátil zpět do Austrálie. V tom roce založil svou první skupinu nazvanou Icy Blues; o dva roky později pak přešel ke skupině Moppa Blues. V letech 1969 až 1971 hrál se skupinou Zoot. Své první sólové album nazvané Beginnings vydal v roce 1972.

## Diskografie
Studiová alba
- Beginnings (1972)
- Comic Book Heroes (1973)
- Mission Magic! (1974)
- Wait for Night (1976)
- Working Class Dog (1981)
- Success Hasn't Spoiled Me Yet (1982)
- Living in Oz (1983)
- Hard to Hold (1984)
- Tao (1985)
- Rock of Life (1988)
- Karma (1999)
- Shock/Denial/Anger/Acceptance (2004)
- The Day After Yesterday (2005)
- Christmas with You (2007)
- Venus in Overdrive (2008)
- My Precious Little One: Lullabies for a New Generation (2009)
- Songs for the End of the World (2012)
- Stripped Down (2015)